# Billboard Japan Hot Albums
Billboard Japan Hot Albums também conhecida como Combined Albums, é a principal tabela musical de álbuns publicada pela Billboard Japan. É lançada semanalmente às quartas-feiras no horário padrão japonês.
A Hot Albums foi lançada na semana de 4 de junho de 2015, com White (2015) do Superfly como o número um inaugural. Inicialmente, ela classificou os álbuns com base em uma combinação de vendas de CDs, downloads digitais e pesquisas em PCs, e foi a única tabela de álbuns combinados no Japão até o estabelecimento da Oricon Combined Albums Chart em dezembro de 2018. Desde 2023, a Hot Albums é baseada apenas em vendas de CDs e downloads digitais, isso porque o fator de pesquisas foi removido após a Billboard Japan se tornar incapaz de coletar esses dados do provedor. As unidades de vendas físicas são fornecidas pela SoundScan Japan, enquanto os downloads digitais são rastreados pela GfK Japan da Amazon, iTunes, Mora, Mu-mo e RecoChoku, com dados adicionais do iTunes por cortesia de Luminate.

## Recordes de álbuns

### Álbuns com mais semanas em número um na Japan Hot Albums
| Semanas | Artista(s)        | Álbum                                                    | Ano de lançamento | Ref.   |
| ------- | ----------------- | -------------------------------------------------------- | ----------------- | ------ |
| 7       | Dreams Come True  | Dreams Come True The Best! Watashi no Dorikamu           | 2015              | [ 5 ]  |
| 5       | Kana Nishino      | Just Love                                                | 2016              | [ 6 ]  |
| 4       | Hikaru Utada      | Fantôme                                                  | 2016              | [ 7 ]  |
| 4       | Back Number       | Encore                                                   | 2016              | [ 8 ]  |
| 4       | Radwimps          | Your Name                                                | 2016              | [ 9 ]  |
| 4       | Mr. Children      | Jūryoku to Kokyū                                         | 2018              | [ 10 ] |
| 4       | Gen Hoshino       | Pop Virus                                                | 2018              | [ 11 ] |
| 4       | Back Number       | Magic                                                    | 2019              | [ 12 ] |
| 4       | Arashi            | 5x20 All the Best!! 1999–2019                            | 2019              | [ 13 ] |
| 4       | Kenshi Yonezu     | Stray Sheep                                              | 2020              | [ 14 ] |
| 3       | Back Number       | Chandelier                                               | 2015              | [ 15 ] |
| 3       | Keisuke Kuwata    | Garakuta                                                 | 2017              | [ 16 ] |
| 3       | Namie Amuro       | Finally                                                  | 2017              | [ 17 ] |
| 3       | Diversos artistas | The Greatest Showman: Original Motion Picture Soundtrack | 2017              | [ 18 ] |
| 3       | Hikaru Utada      | Hatsukoi                                                 | 2018              | [ 19 ] |
| 3       | BTS               | BTS, the Best                                            | 2021              | [ 20 ] |

### Álbuns com mais de cem semanas na Japan Hot Albums
| Semanas | Artista               | Álbum                                                                    | Ano de lançamento | Ref.   |
| ------- | --------------------- | ------------------------------------------------------------------------ | ----------------- | ------ |
| 319     | Back Number           | Encore                                                                   | 2016              | [ 21 ] |
| 220     | Kenshi Yonezu         | Yankee                                                                   | 2014              | [ 22 ] |
| 208     | Dreams Come True      | Dreams Come True The Best! Watashi no Dorikamu                           | 2015              | [ 23 ] |
| 206     | Yumi Matsutoya        | Nihon no Koi to, Yuming to                                               | 2012              | [ 24 ] |
| 205     | Southern All Stars    | Umi no Yeah!!                                                            | 1998              | [ 25 ] |
| 195     | Ayumi Hamasaki        | A Complete: All Singles                                                  | 2008              | [ 26 ] |
| 186     | Kenshi Yonezu         | Bremen                                                                   | 2015              | [ 22 ] |
| 184     | Kenshi Yonezu         | Bootleg                                                                  | 2017              | [ 22 ] |
| 184     | One Ok Rock           | Niche Syndrome                                                           | 2010              | [ 27 ] |
| 175     | Fujii Kaze            | Help Ever Hurt Never                                                     | 2022              | [ 28 ] |
| 166     | Globe                 | 15 Years: Best Hit Selection                                             | 2010              | [ 29 ] |
| 161     | Official Hige Dandism | Traveler                                                                 | 2019              | [ 30 ] |
| 154     | Kenshi Yonezu         | Stray Sheep                                                              | 2020              | [ 22 ] |
| 151     | Yoasobi               | The Book                                                                 | 2021              | [ 31 ] |
| 136     | King Gnu              | Ceremony                                                                 | 2020              | [ 32 ] |
| 132     | Aimyon                | Momentary Sixth Sense                                                    | 2019              | [ 33 ] |
| 125     | Yoasobi               | The Book 2                                                               | 2021              | [ 31 ] |
| 126     | Ado                   | Kyōgen                                                                   | 2022              | [ 34 ] |
| 123     | Aimyon                | Excitement of Youth                                                      | 2017              | [ 33 ] |
| 122     | Gen Hoshino           | Yellow Dancer                                                            | 2015              | [ 35 ] |
| 122     | Vaundy                | Strobo                                                                   | 2020              | [ 36 ] |
| 121     | Arashi                | 5x20 All the Best!! 1999–2019                                            | 2019              | [ 37 ] |
| 120     | Yuuri                 | Ichi                                                                     | 2022              | [ 38 ] |
| 115     | Fujii Kaze            | Love All Serve All                                                       | 2022              | [ 28 ] |
| 114     | Official Hige Dandism | Escaparade                                                               | 2018              | [ 30 ] |
| 109     | King Gnu              | Sympa                                                                    | 2019              | [ 32 ] |
| 106     | Aimyon                | Heard That There's Good Pasta                                            | 2020              | [ 33 ] |
| 104     | Bruno Mars            | Doo-Wops & Hooligans                                                     | 2010              | [ 39 ] |
| 104     | Radwimps              | Your Name                                                                | 2019              | [ 40 ] |
| 104     | The Blue Hearts       | The Blue Hearts 30th Anniversary All Time Memorial: Super Selected Songs | 2015              | [ 41 ] |
| 104     | One Ok Rock           | Ambitions                                                                | 2017              | [ 27 ] |
| 102     | One Ok Rock           | 35xxxv                                                                   | 2015              | [ 27 ] |
| 102     | Hikaru Utada          | Fantôme                                                                  | 2016              | [ 42 ] |
| 101     | Mrs. Green Apple      | Attitude                                                                 | 2019              | [ 43 ] |
| 100     | SixTones              | 1ST                                                                      | 2021              | [ 44 ] |